# 690'erne
Århundreder: 6. århundrede – 7. århundrede – 8. århundrede
Årtier: 640'erne 650'erne 660'erne 670'erne 680'erne – 690'erne – 700'erne 710'erne 720'erne 730'erne 740'erne
År: 690 691 692 693 694 695 696 697 698 699